# Martin Krüger (Basketballtrainer)
Martin Krüger (* 20. August 1957) ist ein deutscher Basketballtrainer.

## Laufbahn
Krüger führte den VBC 69 Paderborn in der Spielzeit 1983/84 als Cheftrainer zum Aufstieg in die 2. Basketball-Bundesliga. Bei Jugend trainiert für Olympia erreichte der Lehrer für Deutsch und Sport am Paderborner Reismann-Gymnasium mit Schulmannschaften 1984 und 1985 in Berlin das Endspiel des Bundeswettbewerbs. Er war im Laufe seiner weiteren Trainerkarriere im Nachwuchsbereich des VBC-Nachfolgevereins Paderborn Baskets tätig, hatte den Posten des Stützpunkttrainers des Westdeutschen Basketball Verbandes inne, koordinierte die Sportklassen am Reismann-Gymnasium, betreute als Cheftrainer die Herrenmannschaft des TV Salzkotten, die er 1995 aus der Regionalliga in die zweite Liga führte, und war Co-Trainer der Paderborner Mannschaft in der 2. Bundesliga.
Nach der Entlassung von Thomas Glasauer übernahm Krüger, der in Basketballerkreisen den Spitznamen „Sir“ erhielt, Ende Januar 2013 das Cheftraineramt der Paderborn Baskets in der 2. Bundesliga ProA und blieb bis 2014 im Amt. Mit Beginn der Saison 2016/17 wurde er in Paderborn Co-Trainer von Uli Naechster, der einst sein Assistent gewesen war. Krüger übte die Tätigkeit bis 2018 aus. Er war anschließend weiter in Paderborn tätig und betreute die zweite Herrenmannschaft des Vereins in der 2. Regionalliga.
Im Sommer 2022 übernahm Krüger wieder das Traineramt beim TV Salzkotten und stieg mit der Mannschaft 2023 von der 2. in die 1. Regionalliga auf. 2024 gab er das Amt ab. Als Spieler nahm Krüger mit Paderborn im Altherrenalter an deutschen Meisterschaften teil.